# Окръжна болница (Пловдив)
Многопрофилна болница за активно лечение – Пловдив e правоприемник на Окръжна болница Пловдив.

## История
През юли 1952 г. в Пловдив е създадена „Околийска болница“, на базата на кооперация „Здравна самопомощ“ и вече съществуващата Втора градска болница. Първоначално болницата е разположена в сградата на Ефория Зограф на ул. „Райко Даскалов“ 73, в така нареченото „Попско здание“, построено през 1926 г. Първият главен лекар е д-р Георги Иванчев – акушер-гинеколог, пред който е поставена отговорната задача да създаде здравно заведение, което да обедини лечебната и методична помощ с участъковите лекари на село. По това време болницата има 75 легла и с две отделения – вътрешно и хирургично.
Поликлиниката на Околийска болница – Пловдив се състои от консултативен вътрешен кабинет, консултативен хирургичен кабинет, рентгенов кабинет. В болницата функционира лаборатория. Разкрит е и аптечен пункт. През 1953 г. е създаден детски кабинет и детско отделение с 20 легла.
През 1955 г. се въвежда диетично хранене в болницата. През 1956 г. е разкрит акушеро-гинекологичен кабинет, който прераства в отделение през 1962 г. През 1957 г. болницата функционира общо със 150 легла, от които 60 терапевтични, 60 хирургични, 20 детски и 10 очни, а през 1971 г. леглата са 272. През следващите години продължава разкриването на кабинети – очен, ушен, стоматологичен, неврологичен, физиотерапевтичен, кардиологичен, урологичен, ендокринологичен, фитотерапевтичен и др.
От 1959 г. болницата се преименува като Окръжна болница – Пловдив В цялостната дейност на болницата се отстояват основните изисквания за подобряване на профилактиката, диагностиката и лечението на болните и тяхното ефикасно трудоустрояване.
На 28 май 1975 г. е положен основният камък за строителството на нова Окръжна болница – Пловдив. Архитектурният план е изработен от авторски колектив с главен архитект Георги Петрович. От 1984 г. здравното заведение се премества в нова база на бул. „България“ 234. Болницата е разположена на обща площ 92 584 кв. м., застроена площ 14 568 кв. м., и разгъната площ 45 500 кв. м.
Разкрити са пет вътрешни отделения – ендокринологично, нефрологично, гастроентерологично, кардиологично и онкохематологично; отделение по интензивна терапия, реанимация и интензивно лечение, хирургично отделение, урологично отделение, отделение по акушерство и гинекология, детско отделение, неврологично отделение, отделение за недоносени деца, отделение за новородени с интензивен сектор, център по хемодиализа, отделение за здравна информация и програмиране.
Към поликлиничното звено са разкрити 43 консултативни кабинети. Болницата разполага с клинична лаборатория, рентгеново отделение, отделение по функционална диагностика, отделение по физиотерапия и рехабилитация, отделение по патоанатомия, отделение хемотрансфузиология, микробиологична лаборатория, химико-алкохолна лаборатория, отделение по съдебна медицина и административно-стопанска част.
През 1987 г. болницата разполага с 860 легла. В този период в лечебното заведение работят над 800 души персонал. Болницата е окръжен консултант и методист. 1990 г. се разкрива ушно и очно отделение. През 1997 г. – Ааушеро-гинекологичното отделение по стерилитет и инфертилитет се присъединява към болницата.
От 24 август 2000 г. болницата носи името „Многопрофилна болница за активно лечение – Пловдив“. На 4 април 2007 г. е открито спешното отделение на болницата. Специално оборудвана детска стая се открива на 3 юни 2010 г. към Отделението за новородени и недоносени деца на болницата.
Лечебното заведение се управлява от Съвет на директори. Наред с лечебната работа лекарите в болницата се занимават и с научна работа, участие в симпозиуми и конгреси с научна доклади, публикации в медицински списания и др.

## Структура
Болницата се състои от четири функционално обособени структурни блока:
- Диагностично-консултативен блок с представени приемно-диагностични кабинети, представляващи всички профили на стационарните отделения и диагностични звена;
- Стационарен блок;
- Административно-стопански блок;
- Болнична аптека.